# Stunna 4 Vegas
Khalik Antonio Caldwell (ur. 1 stycznia 1996 w Salisbury), lepiej znany pod pseudonimem muzycznym Stunna 4 Vegas (dawniej stylizowane na $tunna 4 Vegas) – amerykański raper. Jego najpopularniejszymi singlami są „Animal” z gościnnym udziałem DaBaby oraz „Up The Smoke” z Offsetem.
Inne znane single to „Ashley” z udziałem DaBaby, „Tomorrow” z Moneybagg Yo oraz „Do Dat” z udziałem DaBaby i Lil Baby. Jego debiutancki album, BIG 4X, ukazał się 10 maja 2019 roku. Zadebiutował na 50 miejscu na liście Billboard 200. Jego drugi album studyjny, Rich Youngin, ukazał się 17 stycznia 2020 roku. Zadebiutował na 29 miejscu listy Billboard 200.

## Kariera

### 2018: „Animal” i podpisanie kontraktu zDaBaby
Pod koniec września 2018 roku Caldwell wydał utwór „Animal”, w którym wystąpił gościnnie inny raper z Północnej Karoliny, DaBaby. Utwór zyskał popularnoś z powodu obecnej popularności DaBaby'ego oraz tego że utwór został opublikowanego na jego kanale. Wkrótce potem Caldwell podpisał kontrakt z wytwórnią płytową DaBaby'ego o nazwie Billion Dollar Baby Entertainment i pojawił się w jego utworze „4X”.

#### 2019: Dalsze sukcesy i debiutancki album
Caldwell pojawił się w utworze DaBaby'ego o nazwie "Joggers" z jego debiutanckiego albumu Baby on Baby w marcu 2019 r.. Następnie pojawił się na składance raperki Asian Doll z 2019 roku, w utworze „I Love It”
W maju 2019 Caldwell podpisał kontrakt z Interscope Records. Następnie 10 maja 2019 roku wydał swój debiutancki album o nazwie BIG 4X. Na albumie pojawili się gościnnie: DaBaby, Offset, NLE Choppa, Young Nudy i Lil Durk. Album osiągnął 50 miejsce na liście Billboard 200 i otrzymał pozytywne recenzje od krytyków.
W następnych miesiącach wydał single, takie jak „Tomorrow” z udziałem Moneybagg Yo, „Flintstones” z udziałem BannUpPrince, „Boat 4 Vegas” z udziałem Lil Yachty, „Up The Smoke” z Offsetem i „Long”. We wrześniu 2019 roku pojawił się w utworze „Really” z drugiego studyjnego albumu DaBaby'ego, Kirk. Piosenka zadebiutowała pod numerem 63 na liście Billboard Hot 100.

##### 2020: Rich Youngin
17 stycznia 2020 roku Caldwell wydał swój drugi album studyjny, Rich Youngin. Zawierał gościnne udziały raperów: DaBaby, Lil Baby, Blac Youngsta i Offset. Zadebiutował pod numerem 29 na liście Billboard 200.
W lutym 2020 roku pojawił się w piosence Polo G, „Go Stupid”, singel osiągnął 60. miejsce na liście Billboard Hot 100. 27 lipca 2020 roku Stunna 4 Vegas wydał piosenkę z współpracy z DaBaby pod tytułem „No Dribble”. Później, w listopadzie 2020 roku, Caldwell wydał swój trzeci album studyjny, Welcome to 4 Vegas, który zawierał gościnne udziały DaBaby'ego, Murdy Beatz, Toosii i Ola Runt.

## Dyskografia

### Albumy studyjne
| Tytuł              | Informacje | Pozycje na listach | Pozycje na listach | Pozycje na listach |
| Tytuł              | Informacje | USA                | USAR&B/HH          | USARap             |
| ------------------ | --- | ------------------ | ------------------ | ------------------ |
| Big 4x             | - Wydany: 8 maja 2019 - Wytwórnia: Billion Dollar Baby, Interscope - Format: CD, digital download, streaming       | 50                 | 27                 | 24                 |
| Rich Youngin       | - Wydany: 17 stycznia 2020 - Wytwórnia: Billion Dollar Baby, Interscope - Format: CD, digital download, streaming  | 29                 | 16                 | 16                 |
| Welcome to 4 Vegas | - Wydany: 27 listopada 2020 - Wytwórnia: Billion Dollar Baby, Interscope - Format: CD, digital download, streaming | —                  | —                  | —                  |

### Mixtape'y
| Tytuł            | Informacje                                                                                       |
| ---------------- | ------------------------------------------------------------------------------------------------ |
| Boot Up          | - Wydany: 13 stycznia 2017 - Wytwórnia: wydanie niezależne - Format: Digital download            |
| Stunna Season    | - Wydany: 26 kwietnia 2017 - Wytwórnia: wydanie niezależne - Format: Digital download            |
| Young Nigga Shit | - Wydany: 25 września 2017 - Wytwórnia: wydanie niezależne - Format: Digital download            |
| 4 Way or No Way  | - Wydany: 26 stycznia 2018 - Wytwórnia: wydanie niezależne - Format: Digital download, streaming |
| Stunna Season 2  | - Wydany: 3 września 2018 - Wytwórnia: wydanie niezależne - Format: Digital download, streaming  |

### EP
| Tytuł                    | Informacje                                                                  |
| ------------------------ | --------------------------------------------------------------------------- |
| B4 Stunna Season 2       | - Wydana: Wrzesień 2018 - Wytwórnia: wydanie niezależne - Format: Streaming |
| Slime Talk 1(z Fat Dave) | - Wydana: Styczeń 2019 - Wytwórnia: wydanie niezależne - Format: Streaming  |